# Tüpraş Stadyumu
Der Beşiktaş-Park (durch Sponsorenvertrag offiziell Tüpraş Stadyumu) ist ein Fußballstadion im Stadtteil Beşiktaş der türkischen Metropole Istanbul. Der Fußballverein Beşiktaş Istanbul aus der Süper Lig nutzt das Stadion seit 10. April 2016 als sportliche Heimat. Es war bis 2023 nach dem Klubpartner Vodafone Türkiye benannt. Nach Ablauf der Partnerschaft mit Vodafone Mitte 2023 einigte sich Beşiktaş Ende September 2023 mit dem Unternehmen Tüpraş auf einen Dreijahresvertrag. Seitdem heißt es Tüpraş Stadyumu. Die Spielstätte mit Baukosten von 125 Millionen Euro entstand auf dem Baugrund des 2013 abgerissenen İnönü Stadı aus dem Jahr 1947. Ausführendes Bauunternehmen war die Ticaret A.Ş. Der Park bietet heute 42.590 Plätze.

## Geschichte

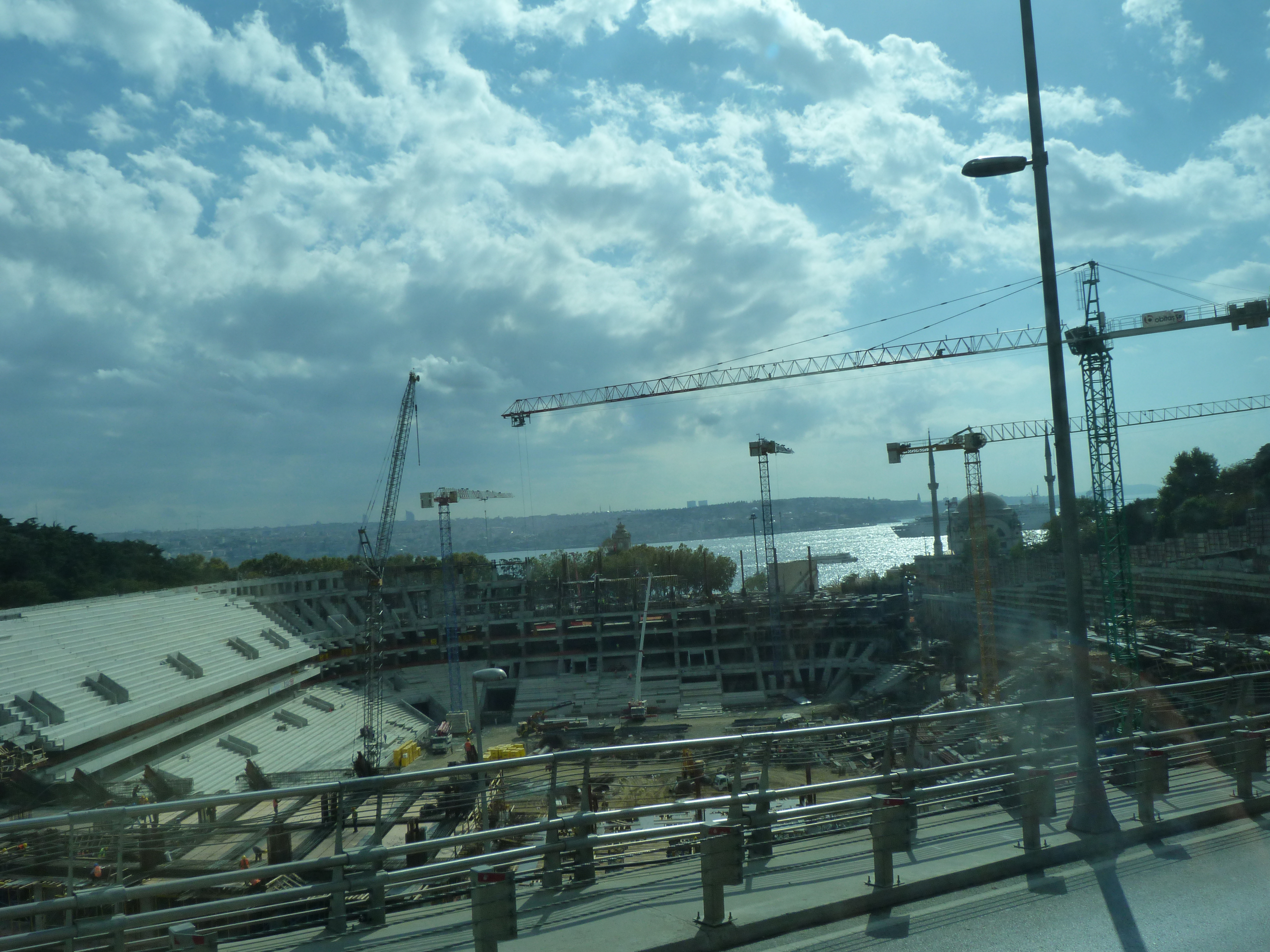
Bau im Oktober 2014

Am 11. Mai 2013 empfing Beşiktaş Istanbul zum letzten Heimspiel im vereinseigenen İnönü Stadı Gençlerbirliği aus der Hauptstadt Ankara. Die Süper-Lig-Partie gewannen die Hausherren mit 3:0. Nach dem Spiel sicherten sich die Besucher Andenken, wie ein Stück Rasen oder Stadionsitze, von der langjährigen Heimat des BJK. Das letzte Tor im Stadion erzielte der slowakische Stürmer Filip Hološko in der 73. Minute.
Mit dem symbolischen Start der Abbrucharbeiten am 2. Juni 2013 durch Beşiktaş-Präsident Fikret Orman wurde das Ende des İnönü Stadı eingeläutet. Aus Gründen des Denkmalschutzes blieben die südliche Fassade und der Eingang im Westen vom Abriss ausgenommen. Durch die räumliche Einschränkung der alten Bausubstanz und den umliegenden Straßen steigerte sich das Platzangebot vom İnönü Stadı (32.086) zum Vodafone Park (42.590) nur unwesentlich und bleibt weiterhin hinter den Spielstätten der beiden Istanbuler Stadtrivalen Fenerbahçe (47.834) und Galatasaray (52.223) zurück.
Die neue Spielstätte sollte 29. Oktober 2014 am Tag der Republik eröffnet werden, dieser Termin konnte aber nicht gehalten werden. Der Architekt Bünyamin Derman gab in einem Interview vom September 2014 an, dass erst im Januar 2015 die Dachkonstruktion gespannt werden soll. Doch es gab weiterhin Verzögerungen im Zeitplan.
Zur Wahl der besten Stadien der Welt wurde das neue Stadion von der Website StadiumDB.com zum zweitbesten Stadion 2016 gewählt. Bei der öffentlichen Wahl erreichte das Stadion sogar den ersten Platz.

### Eröffnung und erste Spiele

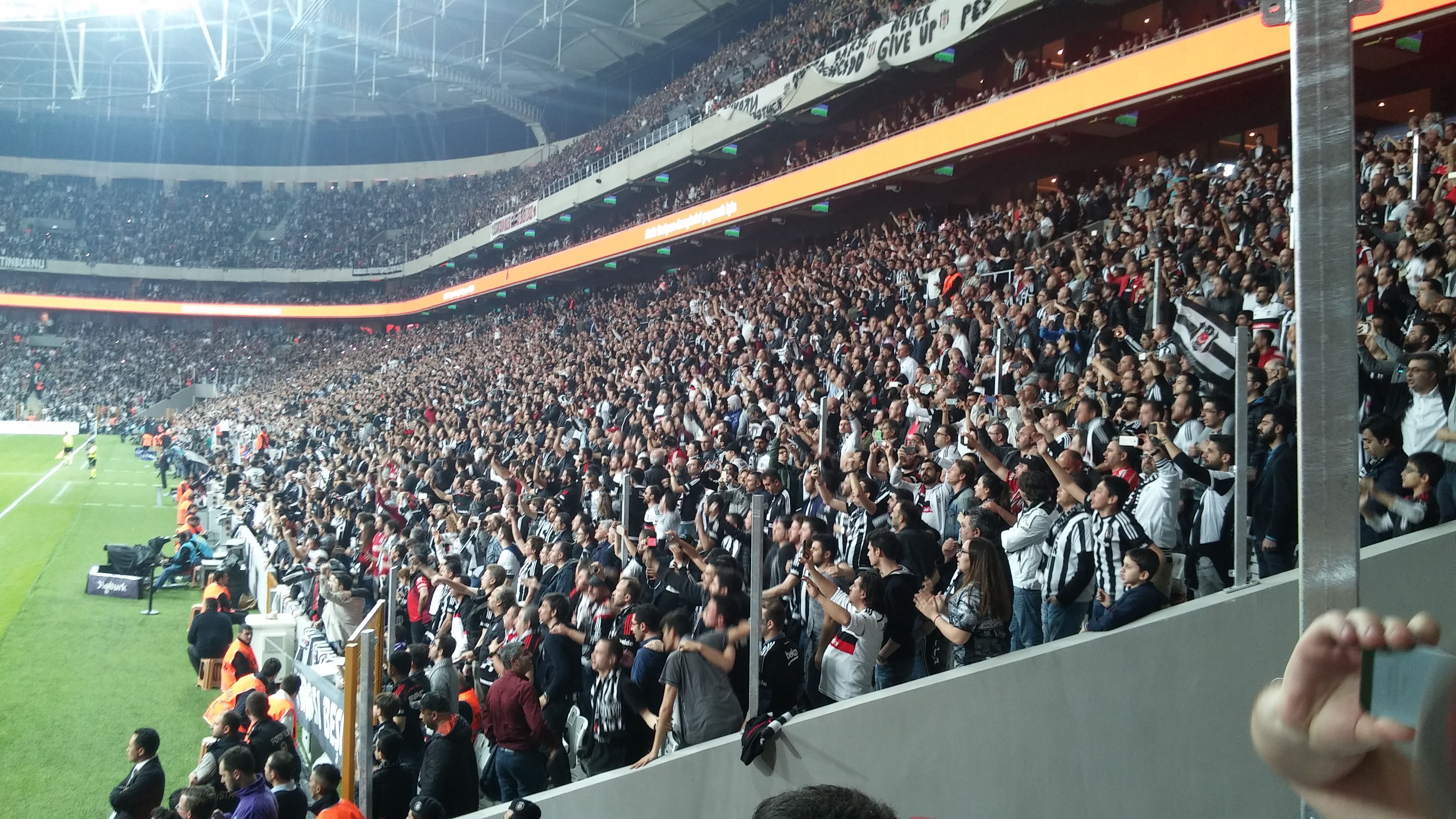
Fans beim Eröffnungsspiel

Am 10. April 2016 wurde die neue Heimat von Beşiktaş endgültig fertiggestellt. Als eine der letzten Arbeiten wurden die fehlenden Teile der Dachmembran am inneren Dachring gespannt. Kurz vor der Eröffnung erteilte der türkische Verband TFF am 8. April 2016 die Genehmigung. Am Tag vor dem ersten Spiel am 10. April wurde der Neubau mit einer Feier in Anwesenheit von Staatspräsident Erdoğan und 6.000 Zuschauern eingeweiht.
Die erste Partie im 125 Mio. Euro teuren Stadion bestritten am 11. April 2016 Beşiktaş und Bursaspor, dem größten Rivalen außerhalb Istanbuls. Vor dem Spiel gab es außerhalb des Stadions Auseinandersetzungen zwischen Beşiktaş-Fans und der Polizei. Die Einsatzkräfte setzten dagegen Wasserwerfer und Tränengas ein, welches bis in den Innenraum des Stadions zu spüren war. Beşiktaş konnte das Ligaspiel mit 3:2 für sich entscheiden, wobei dem deutschen Stürmer Mario Gómez als Doppeltorschützen in der 22. Minute der Premierentreffer vor 38.420 Zuschauern im neuen Stadion gelang.
Am 20. September 2017 wurde das Spiel um den UEFA Super Cup 2019 in das Stadion von Beşiktaş vergeben.

### Bombenanschläge am 10. Dezember 2016
Am 10. Dezember 2016 war die Umgebung des Stadions Ziel zweier Bombenanschläge. Gegen 22:29 Uhr Ortszeit, nach Beendigung des Erstligaspiels zwischen Beşiktaş und Bursaspor, explodierte eine Autobombe. 45 Sekunden später sprengte sich ein Mann im nahe gelegenen Macka-Park in die Luft, als er von einer Gruppe Polizisten angehalten wurde. Bei den Anschlägen starben mindestens 38 Menschen, darunter 30 Polizisten. Mehr als 150 Menschen wurden verletzt. Zu dem Anschlag bekannte sich die kurdische Terrororganisation Teyrêbazên Azadîya Kurdistan (Freiheitsfalken Kurdistans).

## Sponsorenname
Mitte August 2013 wurde das Telekommunikationsunternehmen Vodafone Türkiye Namenssponsor des Stadions und wurde zudem neuer Trikotsponsor von Beşiktaş. Der Namensvertrag für den Park hat eine Laufzeit von zehn Jahren (plus Option auf weitere fünf Jahre) und hat eine Höhe von 116 Millionen US-Dollar. Das finanzielle Volumen des Trikotsponsorenvertrages liegt bei 29 Millionen US-Dollar und läuft über drei Jahre mit einer Option auf zwei weitere Jahre. Zunächst hieß die Anlage Vodafone Arena, wurde auf politischen Druck hin 2017 in Vodafone Park umbenannt. Im Mai 2023 lief der Vertrag mit Vodafone aus. Während der Suche nach einem neuen Sponsor hieß es Beşiktaş Stadyumu. Nach Ablauf der Partnerschaft mit Vodafone Mitte 2023 einigte sich Beşiktaş Ende September 2023 mit dem Unternehmen Tüpraş, einem Betreiber von Erdölraffinerien, auf einen Dreijahresvertrag. Der neue Name lautet Tüpraş Stadyumu.

## Lage und Verkehrsanbindung
Der Stadionstandort liegt direkt am europäischen Ufer des Bosporus nahe historischer Bauten der Osmanischen Architektur wie dem Dolmabahçe-Palast, dem Uhrturm von Dolmabahçe sowie der Dolmabahçe-Moschee.

## Charakteristika

### Kapazität
Nach den Planungen zählten zu den 41.903 Sitzplätzen unter anderem 1.847 Plätze in den 147 V.I.P.-Logen und 2.150 V.I.P.- und Business-Sitze. Für rollstuhlfahrende Besucher sind 81 Plätze vorgesehen plus 81 Plätze für die Begleiter. Die Pressetribüne soll 186 Plätze für die Journalisten bieten. Auf 1.600 Quadratmeter erstrecken sich das V.I.P.-Restaurant und der Loungebereich. Im Stadion werden 350 Parkplätze entstehen. Die Anzahl der Stadionplätze von 41.903 bezog sich auf das Jahr 1903, dem Gründungsjahr von Beşiktaş Istanbul. Heute bietet es 42.590 Sitzplätze.

### Fassade und Dach
Am 3. November 2015 begann man mit der Spannung des inneren Dachrings aus Stahl. Es dauerte fast ein halbes Jahr das 850 Tonnen schwere Teil des Dachs zusammenzubauen. Mit drei Meter pro Tag bewegte sich der Ring seinem Standort entgegen. Die gesamte Dachkonstruktion hat ein Gewicht von etwa 2.500 Tonnen und spannt sich über 84 Säulen. Nach zwei Wochen war der Dachring an seinem Platz in 41,5 Meter Höhe über dem Spielfeld. Es mussten nur kleinere Korrekturen vorgenommen werden, damit das schwere Bauteil mit gleichmäßiger Geschwindigkeit an allen Seiten hochgezogen werden konnte, ohne die Stahlseile an einer Ecke zu überlasten.
Die doppelstöckigen Ränge der Fußballarena werden von einer PTFE-Membran überspannt, die über einen Stahlrahmen mit Stahlseilen gehalten wird. Für den Stadionentwurf war der Architekt Bünyamin Derman von DBArchitects verantwortlich.
Zu den letzten Arbeiten gehörten die die Bestuhlung der Ränge und die Fertigstellung des Dachs, unter anderem mit dem Spannen der transluszenten Membran aus silikonbeschichtetem Textil, Atex 5000 TRL des britisch-lettischen Unternehmens Valmiera Glass. Die Membran Atex 5000 TRL ist neu entwickelt für Stadiondächer und wurde hier zum ersten Mal eingesetzt, Vorteile sind unter anderem der hohe Lichtdurchlass und die Festigkeit. Am 13. Januar 2016 wurde mit der Montage der Sitze auf den Tribünen begonnen. Mit dem Spannen des ersten Teils der Dachmembran konnte am 9. Februar 2016 begonnen werden. Das letzte Teil der Membran wurde am 18. März 2016 gespannt. Die Bestuhlung wurde komplettiert.

### Rasen

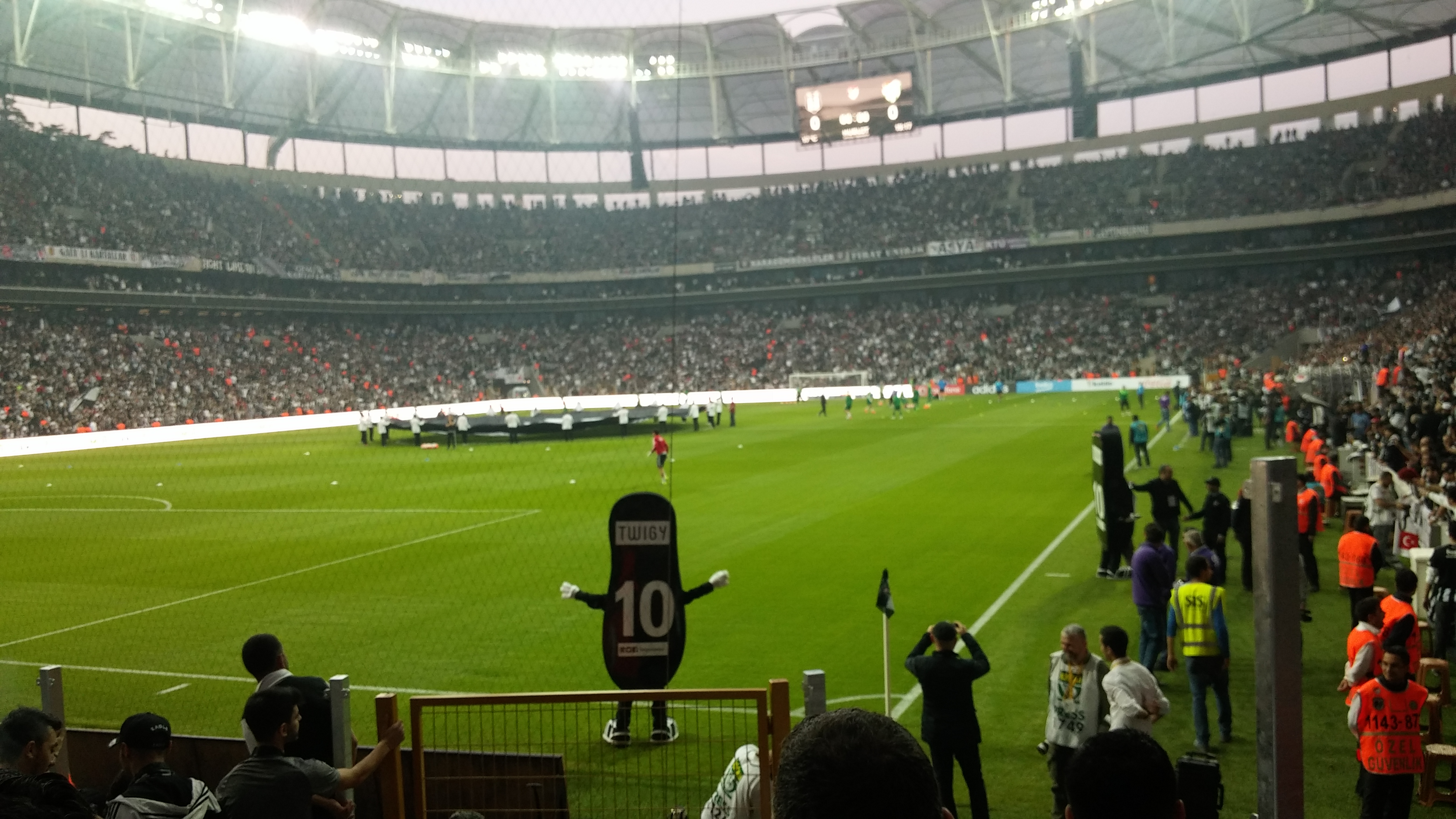
Stadioninnenraum am Eröffnungstag

Das Verlegen der Spielfläche aus Hybridrasen erfolgte durch das britische Unternehmen SIS Pitches. Die Unterlage für den Spielfeldrasen wurde dabei mit Drainagesystem und Rasenheizung vorbereitet. Mit der Verlegung des Rasens wurde am 19. März 2016 begonnen und Anfang April 2016 mit der Installierung des Rasensystems abgeschlossen. Darauf folgte drei Tage später der Start für das maschinelle Einsetzen der Kunstrasenfasern.

### Mobilfunk
Durch die Zusammenarbeit von Vodafone mit dem US-amerikanischen Telekommunikationsunternehmen Cisco Systems wird die Arena über Hot Spots im gesamten Stadion kostenlosen Wi-Fi-Internetzugang sowie Breitband-Mobilfunk bieten. Die in der Vodafone Arena verteilten Bildschirme für Livespiele, Interviews und Werbung werden Full HD erfüllen.

### Sicherheitssysteme
Die Sicherheitsanlage wurde von dem türkischen Unternehmen Enmar Engineering geplant und durch den britischen Provider HEG Building Technologies installiert. Kern des Sicherheitssystems sind drei Expert Server (G-Scope/8000-IP-Serie) für das Videomanagement des deutschen Herstellers Geutebrück. Aktuell werten 8 G-VStations das Bildmaterial von 243 Kameras von Drittanbietern aus. Sechs von ihnen können für eine Monitorwand genutzt werden. G-VStations sind Hochleistungs-Auswerte-, Analyse- und Wiedergaberechner für G-Scope Systeme im Netzwerk. Das System bildet auch die Grundlage für die Videoüberwachungsanlage zur Speicherung von sicherheitsrelevanten Daten.